# Ловер-Тайрон Тауншип (округ Фаєтт, Пенсільванія)
Ловер-Тайрон Тауншип (англ. Lower Tyrone Township) — селище (англ. township) в США, в окрузі Файєтт штату Пенсільванія. Населення — 1073 особи (2020).

## Демографія
Згідно з переписом 2010 року, у селищі мешкали 1123 особи в 448 домогосподарствах у складі 338 родин. Було 474 помешкання
Расовий склад населення:
| - 98,8 % — білих - 0,8 % — чорних або афроамериканців |

До двох чи більше рас належало 0,3 %. Частка іспаномовних становила 0,4 % від усіх жителів.
За віковим діапазоном населення розподілялося таким чином: 18,4 % — особи молодші 18 років, 64,2 % — особи у віці 18—64 років, 17,4 % — особи у віці 65 років та старші. Медіана віку мешканця становила 44,4 року. На 100 осіб жіночої статі у селищі припадало 107,2 чоловіків;  на 100 жінок у віці від 18 років та старших — 107,7 чоловіків також старших 18 років.
Середній дохід на одне домашнє господарство  становив 67 559 доларів США (медіана — 56 389), а середній дохід на одну сім'ю — 67 090 доларів (медіана — 60 750). Медіана доходів становила 45 500 доларів для чоловіків та 40 917 доларів для жінок. За межею бідності перебувало 13,9 % осіб, у тому числі 23,1 % дітей у віці до 18 років та 9,6 % осіб у віці 65 років та старших.
Цивільне працевлаштоване населення становило 459 осіб. Основні галузі зайнятості: виробництво — 18,3 %, освіта, охорона здоров'я та соціальна допомога — 18,3 %, мистецтво, розваги та відпочинок — 10,9 %, роздрібна торгівля — 10,7 %.